# Convexidad (economía)
La convexidad es un importante campo en economía. En el modelo Arrow-Debreu de equilibrio general, los agentes tienen restricciones presupuestarias convexas y preferencias convexas: en el precio de equilibrio, la recta presupuestaria se cruza con la mejor curva de indiferencia posible. La función de beneficios es la conjugada convexa de la función de costes. El análisis de convexidad es la herramienta estándar para el análisis de la economía en los libros de texto. Los fenómenos de no-convexidad en economía han sido estudiados a través del análisis subgradiente, que generaliza el análisis de convexidad.

## Preliminares
La convexidad en economía se basa en las siguientes definiciones, y se desarrolla a partir de la geometría convexa.

### Espacios vectoriales reales

En la envoltura convexa del conjunto rojo, cada punto azul es una combinación convexa de varios puntos rojos.

Un espacio vectorial real de dos dimensiones puede resultar en un sistema de coordenadas cartesianas en el que cada punto se identifique por una lista de dos números reales, llamados "coordenadas", las cuales se denotan convencionalmente como x e y. Dos puntos en el plano cartesiano pueden sumarse: (x1, y1) + (x2, y2) = (x1+x2, y1+y2);
además, un punto puede multiplicarse por cada número realλ
λ (x, y) = (λx, λy).
De modo más general, cualquier espacio vectorial real de dimensiones finitas D puede verse como un conjunto de todos los posibles conjuntos de números reales D { (v1, v2, . . . , vD) } junto con dos operaciones: la sumar y la multiplicación por un número real.

### Conjuntos convexos
En un espacio vectorial real, un conjunto se define como convexo si, para cada par de sus puntos, cada punto sobre el segmento que los une está recubierta por el conjunto. Por ejemplo, un cubo sólido es convexo; sin embargo, cualquier cosa que sea hueca o dentada, como por ejemplo la forma de una media luna, es no convexo.
Más formalmente, un conjunto Q es convexo si, para todos los puntos v0 y v1 en Q y para cada número real λ en el intervalo unidad [0,1], el punto: 
(1 − λ) v0 + λv1
es un elemento de Q. 
Por inducción matemática, un conjunto Q es convexo si y solo si cada combinación convexa de elementos de Q también pertenece a Q. Por definición, una combinación convexa de un subconjunto indiciado {v0, v1, . . . , vD} de un espacio vectorial es cualquier media ponderada λ0v0 + λ1v1 + . . . +  λDvD, para algún conjunto indiciado de números reales no negativos {λd} que satisfacen la ecuación λ0 + λ1 + . . .  +  λD = 1.
La definición de convexidad implica que la intersección de dos conjuntos convexos es un conjunto convexo. En general, la intersección de una familia de conjuntos convexos es un conjunto convexo.

### Envoltura convexa
Para cada subconjunto Q de un espacio vectorial real, su envoltura convexa Conv(Q) es el conjunto conexo minimal que contiene Q. Entonces Conv(Q) es la intersección de todos los conjuntos convexos que recubren Q. La envolutra conexa de un conjunto puede definirse equivalentemente como el conjunto de todas las combinaciones convexas de puntos en Q.

## Dualidad: semiespacios que se intersecan

Un conjunto convexo puede tener más de un hiperplano de soporte en su frontera.

El hiperplano de soporte es un concepto geométrico. Un hiperplano divide al espacio en dos semiespacios. Se dice que un hiperplano soporta un conjunto {\displaystyle S} en el espacio euclídeo {\displaystyle \mathbb {R} ^{n}} si se cumplen dos condiciones:
- {\displaystyle S} está enteramente contenida en uno de los dos semiespacios cerrados determinados por el hiperplano.
- El hiperplano contiene a {\displaystyle S} en al menos un punto.

Aquí, un semiespacio cerrado incluye al semiespacio.

### Teorema del hiperplano de soporte
El teorema del hiperplano de soporte o de apoyo establece que si {\displaystyle S} es un conjunto convexo cerrado en el espacio euclídeo {\displaystyle \mathbb {R} ^{n},} y {\displaystyle x} es un punto en la frontera de {\displaystyle S,} entonces existe un plano de soporte conteniendo {\displaystyle x.}
El hiperplano en el teorema puede no ser único, como se observa en la segunda imagen a la derecha. Si el conjunto cerrado {\displaystyle S} no es convexo, la afirmación del teorema no es cierta en todos los puntos de la frontera de {\displaystyle S}.

### Economía

El consumidor prefiere el vector de bienes (Q_{x}, Q_{y}) sobre otros vectores posibles. En este vector óptimo, la restricción presupuestaria corta la curva de indiferenciaI_{2}.

Una cesta de bienes óptima ocurre cuando el conjunto de preferencias convexas del consumidor está soportado por la restricción presupuestaria. Si la preferencia es convexa, entonces el conjunto de decisiones óptimas del consumidor es un conjunto convexo, por ejemplo, una única cesta óptima (o incluso un segmento de cestas óptimas).
Por simplicidad, se asume que las preferencias del consumidor pueden ser descritas por una función de utilidad que es una función continua, lo que implica el conjunto de preferencias es cerrado.